# 単調写像
単調写像（たんちょうしゃぞう、英: monotonic map, monotone map）または単調関数（たんちょうかんすう、英: monotonic function, monotone function）は、単調性、すなわち順序集合の間の写像が順序を保つような性質を持つ写像のことである。具体的な例としては以下の増加関数および減少関数がある。
増加（ぞうか、英: increasing ）または単調増加(たんちょうぞうか、英: monotonically increasing)とは、狭義には実数の値を持つ関数 f が、x が大きくなるつれて常に関数値 f(x) が大きくなることをいい、このような性質を持つ関数を増加関数（ぞうかかんすう、英: increasing function ）または単調増加関数 (たんちょうぞうかかんすう、英: monotonically increasing function)と呼ぶ。
同様に、引数 x が大きくなるにつれて関数値 f(x) が常に小さくなることを減少（げんしょう、英: decreasing ）または単調減少 (たんちょうげんしょう、英: monotonically decreasing function)といい、そのような性質を持つ関数を減少関数（げんしょうかんすう、英: decreasing function ）または単調減少関数 (たんちょうげんしょうかんすう、英: monotonically decreasing function)と呼ぶ。ある関数が増加または減少する性質をまとめて単調性（たんちょうせい、英: monotonicity）と呼ぶ。単調性を満たす写像を単調写像と呼ぶ。
連続な増加関数 f(x) を縦軸、その引数 x を横軸にとったグラフ上の曲線は常に右上りで、右下がりになっている部分がない。逆に減少関数の場合には、常に右下がりであり右上がりの部分がない。

## 単調性

### 広義と狭義
実数から実数への関数 {\displaystyle f} が
{\displaystyle x\leq y} (より簡明に {\displaystyle x<y}) ならば {\displaystyle f(x)\leq f(y)}
をみたすとき、{\displaystyle f} は広義増加（こうぎぞうか）するという。広義増加のことを非減少 (ひげんしょう、英: non-decreasing)と呼ぶこともある。
また、
{\displaystyle x<y} ならば {\displaystyle f(x)<f(y)}
をみたすとき、{\displaystyle f} は狭義増加 (きょうぎぞうか、英: strictly increasing) するという。
{\displaystyle f(x)} と {\displaystyle f(y)} の間の不等号の向きを逆にすることで広義減少および狭義減少の定義が得られる。広義減少のことを非増加 (ひぞうか、英: non-increasing)と呼ぶこともある。
文脈によって明らかなときは広義や狭義を省略することも多い。

### 順序集合
上記の単調性の定義は定義域と値域が実数全体の集合でなくても(半)順序集合一般で意味を持つ。この場合、増加する写像は順序を保つ写像 (英: order-preserving, isotone) であると言い替える事ができ、減少する写像は順序を逆にする写像 (英: order-reversing, antitone) であると言い替える事ができる。

### 有界
単調性は有界性と併せて使われることが多い。つまり、つねに上限を持つ順序集合への単調写像 {\displaystyle f} が上に有界であるとき、列 {\displaystyle x_{1}<x_{2}<\cdots } に対して {\displaystyle \{f(x_{i})\}_{i=1,2,\cdots }} は上限を持つ。このことから上に有界な増加実数列は常に収束し、自然数上の再帰関数は必ず不動点を持つ(領域理論)。

## 実関数での単調性
部分集合 {\displaystyle I\subseteq \mathbb {R} } で定義された関数 {\displaystyle f(x)} を考える。
| {\displaystyle \forall x_{1},\forall x_{2}\in I} に対し～が成り立つとき | {\displaystyle f(x)} は区間 I で～である | {\displaystyle f(x)} は区間 I で～である | {\displaystyle f(x)} は区間 I で～である |
| ----------------------------------------------------------------------- | ---------------------------------------- | ---------------------------------------- | ---------------------------------------- |
| {\displaystyle \forall x_{1},\forall x_{2}\in I} に対し～が成り立つとき | 語法1                                    | 語法2                                    | 語法3                                    |
| {\displaystyle x_{1}<x_{2}\Rightarrow f(x_{1})<f(x_{2})\,}              | 増加                                     | 狭義増加                                 | 増加                                     |
| {\displaystyle x_{1}<x_{2}\Rightarrow f(x_{1})\leq f(x_{2})\,}          | 広義増加                                 | 増加                                     | 非減少                                   |
| {\displaystyle x_{1}<x_{2}\Rightarrow f(x_{1})>f(x_{2})\,}              | 減少                                     | 狭義減少                                 | 減少                                     |
| {\displaystyle x_{1}<x_{2}\Rightarrow f(x_{1})\geq f(x_{2})\,}          | 広義減少                                 | 減少                                     | 非増加                                   |

等号の成り立つ場合の扱いは書籍によりさまざまで、統一が取れていない。
特に、定義域全体で増加/減少である関数を、増加関数/減少関数という。増加関数と減少関数をまとめて単調関数という。
関数{\displaystyle f(x)}が常に可微分な場合、単調性の概念は{\displaystyle f(x)}の導関数{\displaystyle f'(x)}によって特徴づける事ができる。
{\displaystyle f(x)}が広義増加になるのは{\displaystyle f'(x)}が常に非負な事と同値であり、{\displaystyle f(x)}が広義減少になるのは{\displaystyle f'(x)}が常に非正な事と同値である。
更に{\displaystyle f'(x)}の零点が存在しない場合、狭義の単調性が言える。

## 実数列での単調性
実数に値を取る数列は、自然数の集合(全順序集合である)から実数の集合への写像であると解釈できる。
その写像が単調なとき、その数列は単調数列と呼ばれる。
実数列 {\displaystyle \left\{a_{k}\right\}_{k=1}^{n}} を考える。（{\displaystyle n}は{\displaystyle \infty }でも構わない）
| {\displaystyle \forall i,\forall j\in \left\{1,2,\cdots ,n\right\}} に対し～が成り立つとき | {\displaystyle \left\{a_{k}\right\}_{k=1}^{n}} は～である | {\displaystyle \left\{a_{k}\right\}_{k=1}^{n}} は～である | {\displaystyle \left\{a_{k}\right\}_{k=1}^{n}} は～である |
| ------------------------------------------------------------------------------------------ | --------------------------------------------------------- | --------------------------------------------------------- | --------------------------------------------------------- |
| {\displaystyle \forall i,\forall j\in \left\{1,2,\cdots ,n\right\}} に対し～が成り立つとき | 語法1                                                     | 語法2                                                     | 語法3                                                     |
| {\displaystyle i<j\Rightarrow a_{i}<a_{j}\,}                                               | 増加                                                      | 狭義増加                                                  | 増加                                                      |
| {\displaystyle i<j\Rightarrow a_{i}\leq a_{j}\,}                                           | 広義増加                                                  | 増加                                                      | 非減少                                                    |
| {\displaystyle i<j\Rightarrow a_{i}>a_{j}\,}                                               | 減少                                                      | 狭義減少                                                  | 減少                                                      |
| {\displaystyle i<j\Rightarrow a_{i}\geq a_{j}\,}                                           | 広義減少                                                  | 減少                                                      | 非増加                                                    |

関数の場合と同様、等号の成り立つ場合の扱いは書籍によりさまざまで、統一が取れていない。
特に、定義域全体で増加/減少である数列を、増加数列/減少数列または増加列/減少列という。増加数列と減少数列をまとめて単調数列という。